# تشكيل الحكومة العراقية 2010
أحد المكونين الرئيسيين للائتلاف الوطني العراقي، المجلس الأعلى الإسلامي العراقي، صرح بأنه لن ينضم إلى أي حكومة لا تشمل رئيس الوزراء السابق علاوي.
المكون الرئيسي الآخر، التيار الصدري، أجرى استفتاء غير رسمي يومي 2 و3 أبريل 2010 حول من يجب أن يكون رئيسًا للوزراء. كانت الخيارات المحتملة هي علاوي والمالكي ورئيس الوزراء السابق إبراهيم الجعفري وعادل عبد المهدي من المجلس الأعلى الإسلامي العراقي وجعفر الصدر (نائب غير معروف من حزب الدعوة الذي ينتمي إليه المالكي، نجل مؤسسه الأيديولوجي محمد باقر الصدر). في 7 أبريل 2010، أُعلنت النتائج، والتي تفيد بفوز الجعفري بنسبة 24٪ من الأصوات. كان الجعفري في الأصل عضوًا في حزب الدعوة الذي يرأسه المالكي، لكنه تركه في عام 2008 ليؤسس حزبه الخاص، التيار الإصلاحي الوطني، وكان هو النائب الوحيد الذي انتخب في هذه الانتخابات.
في أعقاب انتخابات عام ٢٠١٠، حظي قرار اختيار رئيس الوزراء العراقي القادم باهتمام كبير. وتنافس كلٌّ من علاوي، زعيم القائمة العراقية، والمالكي، زعيم ائتلاف دولة القانون، على المنصب، لذا اعتُبر قرار هذا الأمر متروكًا للأحزاب الكردية والتحالف الوطني العراقي.
النتائج الكاملة لـ 1.43 وقد بلغ عدد الأصوات التي أُدليت بها في الاستفتاء الصدري غير الرسمي مليون صوت، وكانت على النحو التالي:
| مُرَشَّح            | حزب                            | قائمة الانتخابات       | نسبة مئوية |
| --------------- | ------------------------------ | ---------------------- | ---------- |
| إبراهيم الجعفري | التيار الإصلاحي الوطني         | التحالف الوطني العراقي | 24%        |
| جعفر الصدر      | حزب الدعوة الإسلامية           | ائتلاف دولة القانون    | 23%        |
| قصي السهيل      | التيار الصدري                  | التحالف الوطني العراقي | 17%        |
| نوري المالكي    | حزب الدعوة الإسلامية           | ائتلاف دولة القانون    | 10%        |
| إياد علاوي      | الوفاق الوطني العراقي          | العراقية               | 9%         |
| بهاء عريجي      | التيار الصدري                  | التحالف الوطني العراقي | 5%         |
| أحمد الجلبي     | المؤتمر الوطني العراقي         | التحالف الوطني العراقي | 3%         |
| عادل عبد المهدي | المجلس الأعلى الإسلامي العراقي | التحالف الوطني العراقي | 2%         |
| رافي العيساوي   | التجمع الوطني للمستقبل         | العراقية               | 2%         |
| آخر             | —                              | —                      | 5%         |

## خلفية
بعد أشهر من المفاوضات، اتفق التحالف الوطني العراقي وائتلاف دولة القانون على الاندماج في كتلة برلمانية واحدة تضم 159 مقعدًا، وستكون الكتلة أقل بأربعة مقاعد من الأغلبية ولكنها ستتمتع بالحق في تشكيل الحكومة. ومع ذلك، لم تعين الكتلة مرشحًا لرئاسة الوزراء. شُكلت الكتلة، المسماة التحالف الوطني، رسميًا في 11 يونيو 2010. وافتتح البرلمان الجديد في 14 يونيو 2010. ومع ذلك، استمرت المحادثات بين التحالف الوطني العراقي والعراقية. في 3 سبتمبر 2010، رشح التحالف الوطني العراقي عادل عبد المهدي كمرشح للائتلاف لمنصب رئيس الوزراء، مما جعل من غير الواضح أي مرشح ستختاره كتلة التحالف الوطني في النهاية.
أعلن رئيس إقليم كردستان العراق مسعود بارزاني أن القوائم الكردية الأربع الرئيسية: القائمة الكردستانية، وقائمة غوران، والاتحاد الإسلامي الكردستاني، والجماعة الإسلامية الكردستانية اتفقت على الاندماج في كتلة برلمانية واحدة من 57 مقعداً، تسمى تحالف القوائم الكردستانية أو تحالف الكتل الكردستانية. في 30 أكتوبر، أعلنت حركة كوران بقيادة نوشيروان مصطفى انسحابها من مجلس كردستان العراق بسبب نزاع بين كوران والائتلاف الحاكم بين الحزب الديمقراطي الكردستاني والاتحاد الوطني الكردستاني في جمهورية كردستان المستقلة. أدى هذا إلى تقليص الكتلة إلى 49 مقعدًا في أغسطس، أعلنت حركة كوران عن 19 مطلبًا يجب أن يوافق عليها المالكي أو علاوي للانضمام إلى حكومتهما. ثم وافق المجلس الأعلى الإسلامي العراقي على جميع المطالب التسعة عشر. وافق رئيس الوزراء الحالي نوري المالكي على 18 من أصل 19 مطلبًا (بما في ذلك تنفيذ المادة 140)، واختلف فقط مع مطلب استقالة الحكومة إذا انسحب التحالف الكردستاني. ومع ذلك، رفضت العراقية 9 من المطالب الكردية، بما في ذلك المطالب برئاسة كردية وتمويل الحكومة العراقية للبيشمركة وتنفيذ المادة 140 من الدستور العراقي.
زار رئيس الوزراء الحالي نوري المالكي إيران أيضًا في خضمّ محادثات مطوّلة لتشكيل ائتلاف. وجاءت هذه الزيارة في ظلّ تقارير من صحيفتي لوس أنجلوس تايمز والغارديان تُفيد بتورّط إيران بشكل مباشر في محاولة تشكيل ائتلاف شيعي عبر إقناع مقتدى الصدر بدعم حكومة بقيادة المالكي، وبالتالي تعزيز نفوذها في العراق ضدّ أولئك الذين يدعمهم الغرب. وسيُهمّش بذلك كتلة إياد علاوي، التي فازت بأغلبية الأصوات. وفي هذا السياق، زعم علاوي لشبكة CNN أنّ إيران "تحاول إحداث فوضى في المنطقة، من خلال محاولة زعزعة استقرارها عبر زعزعة استقرار العراق، وزعزعة استقرار لبنان، وزعزعة استقرار القضية الفلسطينية. وهنا، للأسف، يقع العراق وبقية دول الشرق الأوسط الكبير ضحيةً لهؤلاء الإرهابيين المموّلين من إيران والمدعومين من حكومات مختلفة في المنطقة". كما زُعم أنّ نائبه قال إنّ "التدخّل الإيرانيّ يُمثّل استيلاءً على العراق". بينما أعرب الغرب عن قلقه إزاء تنامي نفوذ إيران ونفوذها المحتمل في العراق، قال المرشد الأعلى الإيراني آية الله علي خامنئي، ردًا على وصف المالكي للعلاقات الثنائية بأنها استراتيجية وودية: "على الرغم من الاستقرار النسبي في العراق، لا يزال البلد يعاني من انعدام الأمن، ويعود جزء من هذا انعدام الأمن إلى الضغوط التي تمارسها بعض القوى التي تكمن مصالحها السياسية في خلق حالة من انعدام الأمن في العراق". بعد زيارته لإيران، زار المالكي أيضًا سوريا والأردن ومصر، حيث قال إن تشكيل حكومة جديدة قد يكون وشيكًا، حيث "تجري المناقشات، ونحن الآن في نهاية النفق، في نهاية الطريق. إن شاء الله، ستظهر هذه الحكومة قريبًا". بعد بضعة أيام، تحدث الرئيس الإيراني محمود أحمدي نجاد مع نظيره العراقي جلال طالباني، وقال إنه "يأمل أن تتوسع العلاقات الثنائية في مختلف المجالات، وخاصة في المجالين الاقتصادي والسياسي، مع تشكيل حكومة عراقية جديدة".
كما عرضت السعودية استضافة مؤتمر لجميع الأحزاب في نوفمبر/تشرين الثاني لكسر الجمود في تشكيل الحكومة. إلا أن كتلة المالكي رفضت الاقتراح وسط مخاوف من التدخل الأجنبي. وأصدر التحالف الوطني بيانًا جاء فيه: "مع تقديرنا للمملكة العربية السعودية لاهتمامها بالوضع في العراق واستعدادها لتقديم الدعم، نود أن نؤكد أن القادة العراقيين يواصلون اجتماعاتهم للوصول إلى توافق وطني". وأفادت التقارير أن التحالف الكردستاني أيد البيان أيضًا. في حين رحبت العراقية بالمبادرة السعودية، قائلةً: "ندعو جميع الكتل السياسية إلى الترحيب بالمبادرة، ومنع تدهور الوضع الأمني في العراق". ودعت الولايات المتحدة أيضًا إلى "حكومة شاملة". وقالت إن علاوي وآخرين من العراقية، بالإضافة إلى جميع "الكتل الفائزة"، يجب أن يشغلوا "مناصب قيادية" في الحكومة الجديدة. في أوائل أكتوبر، رشح التحالف الوطني (المكون من دولة القانون والهيئة الوطنية العراقية) نوري المالكي كمرشح لمنصب رئيس الوزراء بعد أن توصل مقتدى الصدر والمالكي إلى اتفاق معًا. ومع ذلك، أدى هذا إلى انقسام داخل التحالف الوطني (159 مقعدًا) حيث غادرت كتلة المجلس الأعلى الإسلامي العراقي (التي تضم بدر وحزب الله 19 مقعدًا) وحزب الفضيلة الإسلامي (6 مقاعد) وتجمع العدالة والوحدة (مقعد واحد) التحالف لإنشاء تحالف مع العراقية بزعامة إياد علاوي (91 مقعدًا). رشحت الكتلة التي تقودها العراقية سياسيًا بارزًا في المجلس الأعلى الإسلامي العراقي ونائب الرئيس في ذلك الوقت عادل عبد المهدي رئيسًا للوزراء. وفي الوقت نفسه، اندمجت الكتلتان السنيتان الصغيرتان، تحالف وحدة العراق وجبهة التوافق العراقية، في كتلة واحدة مكونة من 10 مقاعد، تسمى التيار الوسطي، والتي دخلت في مفاوضات مع الكتلتين الرئيسيتين من أجل شراكات ائتلافية. ومع ذلك، احتاجت الكتلتان إلى دعم الأحزاب الكردية للحصول على الأغلبية البرلمانية، وقد مُنح هذا الدعم في النهاية لكتلة المالكي بعد موافقته على جميع المطالب الكردية التسعة عشر، مما أدى إلى إعادة توحيد التحالف الوطني.
في 24 أكتوبر، أمرت المحكمة العليا العراقية البرلمان بإعادة الانعقاد وانتخاب رئيس جديد. وأمرت المحكمة باختيار رئيس للبرلمان في 8 نوفمبر في اليوم السابق للتصويت على رئيس البرلمان، أُتفق على اتفاقية لتقاسم السلطة تسمح للمالكي بمواصلة منصبه كرئيس للوزراء. ومع وصول محادثات تشكيل الحكومة الجديدة إلى ذروتها، كان من المقرر أن يحضر المالكي وعلاوي حفلًا في أربيل، عاصمة إقليم كردستان المتمتع بالحكم الذاتي، للإعلان رسميًا عن الاتفاقية. ثم قال النائب عن العراقية جمال البطيخ إنه تُوصل إلى اتفاق بعد تأكيدات بأنه "لن يُتخذ أي قرار سياسي دون موافقتها". في مرحلة ما، انسحبت العراقية بعد أن رفض النجيفي طلبًا للتصويت على إزالة أسماء ثلاثة أعضاء في البرلمان بسبب انتمائهم إلى حزب البعث المخلوع صدام حسين. وقالوا لاحقًا أن الانسحاب كان سوء فهم.
خلال الجلسة البرلمانية يوم 11 نوفمبر، أُنتخب أسامة النجيفي، وهو عربي سني من حزب الحدباء العراقي، رئيسًا للبرلمان، مع اختيار الزعيم الصدري البارز قصي السهيل نائبًا أول له، كما أعيد انتخاب عارف طيفور (عضو بارز في الحزب الديمقراطي الكردستاني بزعامة مسعود بارزاني) لمنصب النائب الثاني لرئيس البرلمان. أعيد انتخاب زعيم الاتحاد الوطني الكردستاني جلال طالباني رئيسًا، وأعيد انتخاب المالكي رئيسًا للوزراء، وورد أن علاوي وافق على رئاسة مجلس أمن جديد. وقال مسعود بارزاني، رئيس إقليم كردستان، إن هذا انتصار كبير للشعب العراقي، والذي جاء في مرحلة متأخرة. ولم تتوصل جلسة ثالثة للبرلمان الجديد في 21 نوفمبر إلى اتفاق بشأن من سيدير الحكومة الجديدة.

## الكتل البرلمانية الجديدة
خلال عملية تشكيل الحكومة، اندمجت العديد من القوائم معًا لتشكيل كتل برلمانية أكبر.
| الكتلة البرلمانية       | التحالفات                                                                     | قائد            | المقاعد | نسبة مئوية | مصدر |
| ----------------------- | ----------------------------------------------------------------------------- | --------------- | ------- | ---------- | ---- |
| التحالف الوطني          | ائتلاف دولة القانون التحالف الوطني العراقي                                    | إبراهيم الجعفري | 159     | 48.92%     |      |
| العراقية                | العراقية                                                                      | حسن خلف الجبوري | 91      | 28%        |      |
| تحالف الكتل الكردستانية | القائمة الكردستانية الاتحاد الإسلامي الكردستاني الجماعة الإسلامية الكردستانية | فؤاد معصوم      | 49      | 15.08%     |      |
| التيار المركزي          | التوافق تحالف وحدة العراق                                                     | إياد السامرائي  | 10      | 3.08%      |      |
| كتلة غوران              | حركة كوران                                                                    | شورش حاجي       | 8       | 2.46%      |      |
| قائمة الرافدين الوطنية  | الحركة الديمقراطية الآشورية                                                   | يونادم كنا      | 3       | 0.92%      |      |
| CSAPC                   | الكلدان السريان الآشوريون المجلس الشعبي                                       | سركيس أغاجان    | 2       | 0.65%      |      |
| المستقلون               | —                                                                             | —               | 3       | —          |      |

## حكومة جديدة
في 22 ديسمبر/كانون الأول، وافق البرلمان بالإجماع على حكومة المالكي الجديدة. وضمت الحكومة تسعة وعشرين وزيرًا، من الشيعة والسنة والأكراد. وردًا على ذلك، أصدر المالكي برنامج حكومته الجديدة، وتعهد بجعل العراق "دولة ديمقراطية حقيقية تحترم حقوق الإنسان". إلا أنه انتقد عدم وجود أي مرشحات، وحذر من أنه "في ظل الظروف التي شُكّلت فيها، فإن هذه الحكومة لا تُرضي الشعب ولا تُلبي احتياجات بلدنا. إن الجهد والإرادة اللازمين لنجاحها مُتاحان".
في الحكومة الجديدة، أصبح المالكي قائمًا بأعمال وزراء الدفاع والداخلية والأمن الوطني، مما منحه سيطرة كاملة على الجيش. كان من المفترض أن تكون هذه المناصب مؤقتة ريثما يُوجد مرشحين مناسبين، إلا أن المالكي بقي فيها حتى نهاية ولايته. أصبح وزير النفط السابق حسين الشهرستاني نائبًا لرئيس الوزراء لشؤون الطاقة، ونائب رئيس الوزراء السابق رافع العيساوي وزيرًا للمالية. وسيستمر وزير الخارجية هوشيار زيباري في منصبه. كما عُيّن صالح المطلك نائبًا لرئيس الوزراء، وهو أمر مثير للجدل، بعد منعه من المشاركة السياسية بصفته بعثيًا سابقًا. تولى وزراء بالوكالة ثلاثة عشر منصبًا وزاريًا آخر، حيث قال المالكي: "إن تشكيل حكومة وحدة وطنية في العراق مهمة صعبة وشاقة، لأننا بحاجة إلى إيجاد مكان في الحكومة لجميع من شارك وفاز في الانتخابات".قالب:Al-Maliki II Government
التداعيات
وبعد تشكيل الحكومة وظهور كتلته القوية عاد مقتدى الصدر إلى النجف من منفاه في إيران في أوائل يناير/كانون الثاني 2011.

### العواقب
في يوليو/تموز 2011، وافق المالكي على تقليص 12 وزارة من حكومته، وهو ما كان بمثابة تسوية لمقترحه الأصلي بتقليص 16 حقيبة وزارية. ويأتي هذا الاتفاق وسط جدل حول ما إذا كانت القوة العسكرية الأمريكية ستبقى بعد الموعد النهائي المحدد لانسحابها في 31 ديسمبر/كانون الأول 2011 أم لا.

## روابط خارجية
- «اذهب إلى طهران»: القصة من الداخل لكيفية تهميش الولايات المتحدة في العراق بقلم ديفيد هيرست